# Cires-lès-Mello

Cires-lès-Mello este o comună în departamentul Oise, Franța. În 1 ianuarie 2022 avea o populație de 3.997 de locuitori.